# When Lincoln Paid
When Lincoln Paid é um filme mudo norte-americano de 1913, escrito por William Clifford e dirigido por Francis Ford.
O diretor (irmão mais velho do cineasta John Ford) interpreta o presidente Abraham Lincoln; ele desempenhou esse papel em outros sete filmes mudos, todos considerados perdidos.

## Elenco
- Francis Ford como Abraham Lincoln
- Jack Conway
- Charles Edler
- Ethel Grandin